# Józef Stefani

Wydanie nut tańców Józefa Stefaniego dodanych przez niego do przedstawienia baletu Hrabina i wieśniaczka (Le Diable à quatre) Adolphe'a Adama w choreografii Romana Turczynowicza w Teatrze Wielkim w Warszawie, 1847

Józef Andrzej Stefani (ur. 16 kwietnia 1800 w Warszawie, zm. 19 marca 1876 tamże) – polski kompozytor, dyrygent i pedagog. Był synem Jana Stefaniego i uczniem Józefa Elsnera.
Uczył śpiewu w Liceum Warszawskim.
Komponował opery komiczne, operetki i balety, ale też dziewiętnaście mszy, Requiem, Stabat Mater, ofertoria, kilka utworów maryjnych oraz utwory fortepianowe i pieśni.
Dyrygował orkiestrą Warszawskich Teatrów Rządowych w Teatrze Wielkim i Teatrze Rozmaitości. Był tam przede wszystkim cenionym dyrygentem i kompozytorem baletowym. Zgodnie z oczekiwaniami warszawskich choreografów swoich czasów komponował też rozmaite tańce lub aranżował dla baletu cudze motywy muzyczne, którymi doraźnie uzupełniał partytury innych kompozytorów. Zajmował się też pracą pedagogiczną.
Pochowany wraz z ojcem na cmentarzu Powązkowskim, (kw. 181-4-23).

## Dzieła (wybór)
- Lekcja botaniki, operetka, libretto Franciszka Szymanowskiego, prawykonanie 1829
- Figle panien, operetka, prawykonanie 1832
- Mimili czyli Styryjczycy, balet Maurice'a Piona, premiera 1837
- Stach i Zośka, balet Maurice'a Piona, premiera 1839
- Poranek indyjski, balet Filippo Taglioniego, premiera 1844
- Dzień karnawału weneckiego, balet Filippo Taglioniego, premiera 1844
- Wyspa Amazonek, balet Filippo Taglioniego, premiera 1845
- Anetta, czyli Sen wieśniaczki, balet Filippo Taglioniego, premiera 1846
- Okrężne pod Kielcami, balet Romana Turczynowicza, premiera 1846
- Pani T... w podróży, czyli Tancerka i rozbójnicy, balet Paula Taglioniego, premiera 1846
- Przybycie, zabawa i odjazd na kolei żelaznej, balet Filippo Taglioniego, premiera 1847
- Panorama Neapolu, balet Filippo Taglioniego, premiera 1847
- Tańce perskie, balet Romana Turczynowicza, premiera 1849
- Uroczystość róż, balet Romana Turczynowicza, premiera 1852
- Pałac kryształowy w Londynie, balet Romana Turczynowicza, premiera 1852
- Piorun, śpiewogra, libretto Borysa Halperta, prawykonanie 1856
- Werbownicy czyli Hans Jurga, obraz dramatyczny, prawykonanie 1870
- Trwoga wieczorna, operetka, prawykonanie 1872